# Sonderbund
     kantony neutralne
     liberałowie
     konserwatyści (Sonderbund)

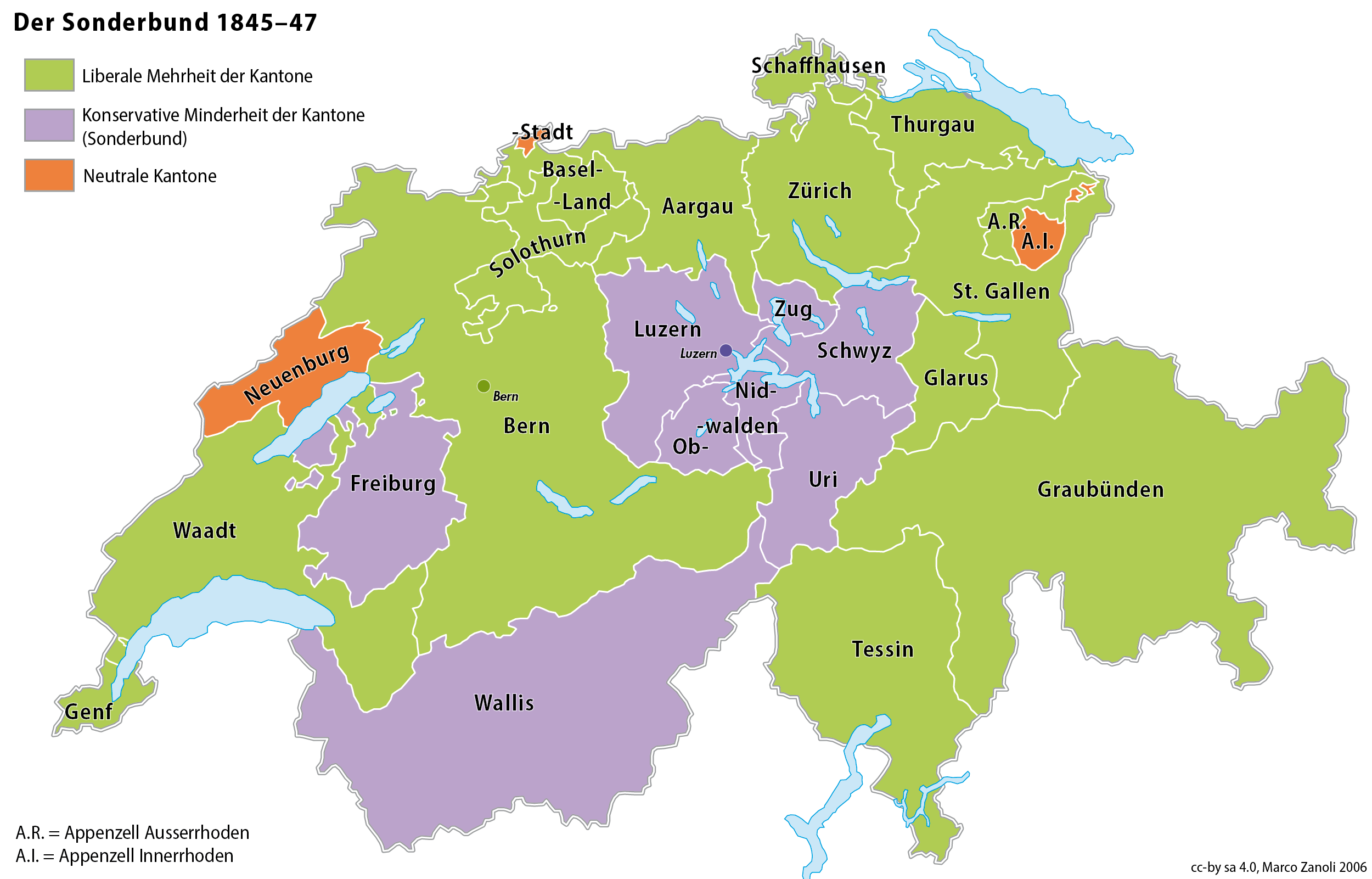
Strony konfliktu
kantony neutralne
liberałowie
konserwatyści (Sonderbund)

Sonderbund - związek konserwatywnych, katolickich kantonów szwajcarskich, obejmujący Lucernę, Fryburg, Zug, Uri, Schwyz, Unterwalden i Valais. Założony został w roku 1845, a by wyrazić sprzeciw wobec planów większej centralizacji państwa szwajcarskiego i reform liberalnych. Doznał klęski w wojnie domowej z kantonami protestanckimi w 1847 roku.